# 節制 (タロット)

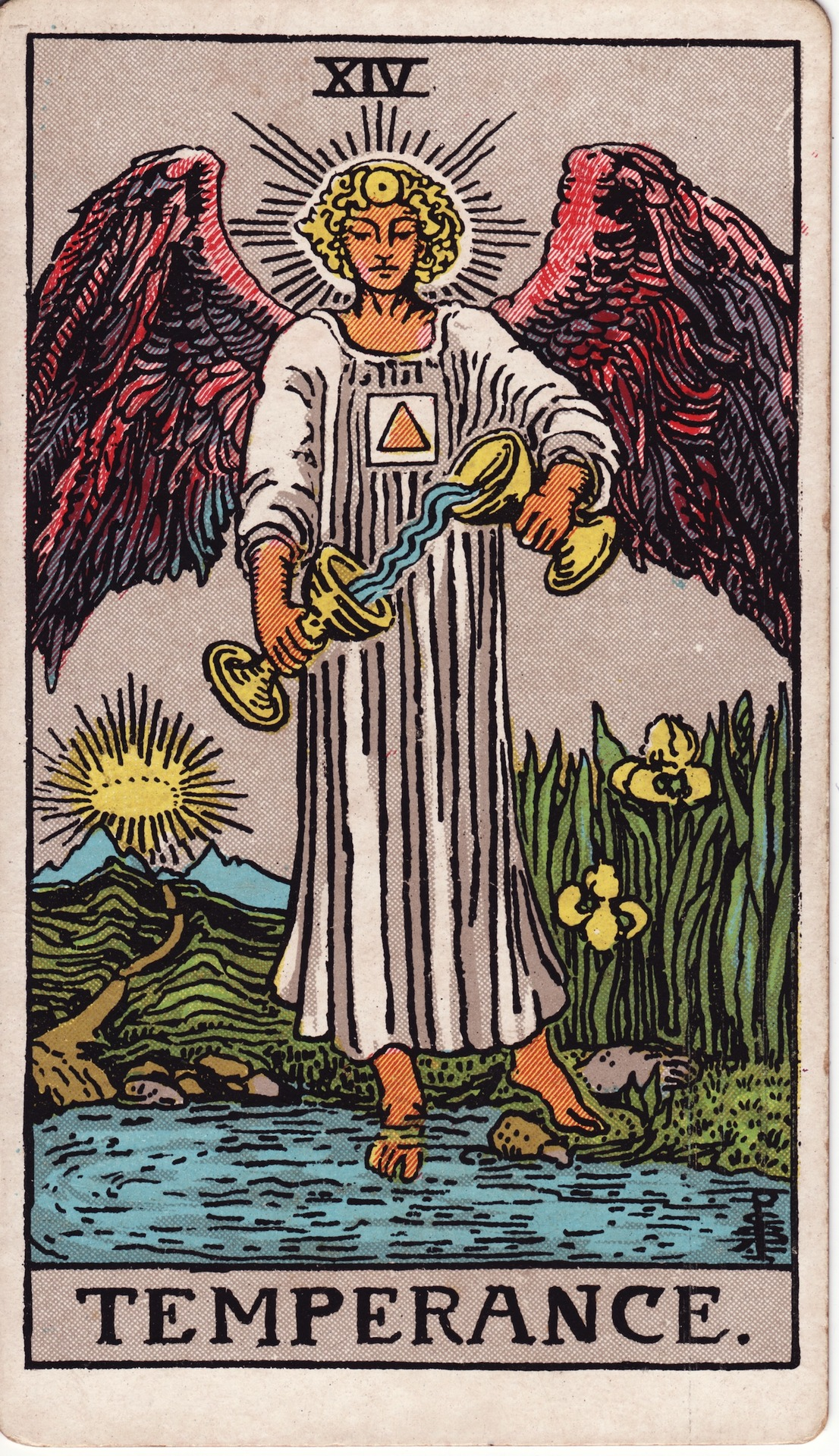
ウェイト版タロットの節制

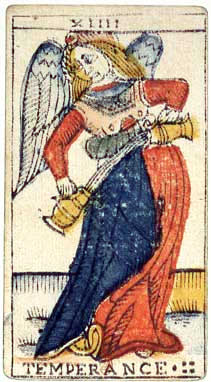
マルセイユ版タロットの節制

節制（せっせい、英語: Temperance、フランス語: Tempérance）は、タロットの大アルカナに属するカードの1枚。
カード番号は「14」。前のカードは「13 死神」、次のカードは「15 悪魔」。

## カードの意味
正位置の意味
調和、自制、節度、献身、謙虚、低姿勢、平常心、無限大、フェア、公平、平等、正当。
逆位置の意味
浪費、消耗、生活の乱れ、不規則な生活、アンフェア、不公平、不平等、不正。
アーサー・エドワード・ウェイトのタロット図解における解説では「調整・中庸・倹約・管理」を意味するとされる。

## カバラとの関係
ヘブライ文字はサメフ（ס）、ただし複数の異説がある。「黄金の夜明け団」の説ではティファレトとイェソドのセフィラを結合する経に関連付けられている。

## 占星術との対応
以下のような諸説がある。
- 星座：金牛宮説、巨蟹宮説[注釈 1]、天蠍宮説、人馬宮説[注釈 2]、磨羯宮説[注釈 3]、宝瓶宮説
- 惑星：太陽説[注釈 4]、月説、水星説、ヴァルカン説[注釈 5]

## 寓画の解釈
羽の生えた人物が超絶的な業をもって杯（或いは水差し）から杯へ水を移し替えている様子が描かれる。この人物は大天使ミカエルであるとされ、規律と節度、慈愛と献身を表している。また、タロットカードの22枚の大アルカナが錬金術における不老不死の霊薬、エリクシールの製造過程を寓画に起こしたものとする説があるが、この「節制」に描かれる水を移し変える作業はまさに錬金術の基本、調合そのものである。マルセイユ版に描かれる「節制」には、青い髪の額部分に赤い花をつけた羽の生えた人物が、青い壺から赤い壺へ白い液体を注いでいる姿が描かれている。この壺（杯、水差し）をもって、オズヴァルド・ヴィルトはこのカードを水瓶座と関連付けた。この対極にある2つの壺の中身は、男性性と女性性、陰と陽、火と水、霊と肉、意識と無意識といった相反する要素を象徴し、それらが混ざり合う液体は白色であり純粋な本質を象徴していることから、『相反する要素の結合に至る様子』を表している。有翼の人物は、この相反するもの同士を結びつける「仲介者」として描かれている。衣服や頭部の配色は、赤と青のどちらにも偏ることなく公平な立場にいることを示し、羽をもった姿は人智を超えた存在、即ち天使として解釈され、世俗的な些細なことがらを超越した存在であることを暗示している。また額の花は、五弁の花びらの円形でありマンダラ即ち第五元質を象徴しているとされるのが、今なお有力な説である。
ウェイト版でもマルセイユ版のものとそれほど絵柄は変わっていないが、描かれている天使そのものが四大元素を一つにまとめあげ、調和されたデザインをより強調したものとなっている。天使の背中の羽は風を、水につけている右足は水を、地につけている左足は地を、胸にある上向きの赤い正三角形は（錬金術における）火をそれぞれ象徴している。また背景に着目すると、天使の背後には、栄誉の印とされる「光輪」が描かれている。吊された男の札にも描かれていて、死神を挟んだ前後の札2枚の光輪は、生死の狭間を体験するものには既に栄誉を与えられている可能性があると信じられている。左側の山から出る「日の出」は、死と再生の札を経て新しい生命を獲得した人の産声が上がろうとしていることを象徴している。この日の出は、前述のマルセイユ版での錬金や調合が成功したことを表す太陽として描かれており、新しい生命の誕生を想起させる図柄となっている。背景右側に咲いている2つの花はアイリスである。アイリスは、ギリシャ語で「虹」を表す女神イリスを語源としたものであり、この札には描かれていないものの、このアルカナの情景が、虹の橋がかかっていてもおかしくはない、地上のあらゆる生き物たちと天界の神々とが共に微笑む穏やかな晴天の一日であることが伝わる札でもあると言われている。